# 브렛 크로지어

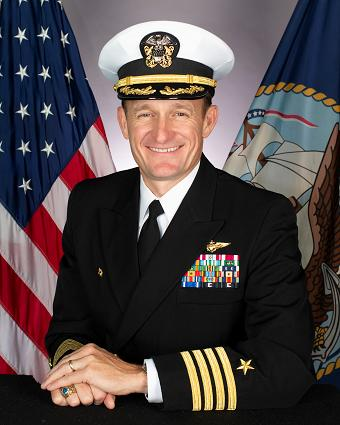
브렛 크로지어

브렛 엘리엇 크로지어(영어: Brett Elliott Crozier, 1970년 2월 24일 ~ )는 미국의 군인으로, 미국 해군 함장이다. 니미츠급 항공모함 USS 시어도어 루스벨트 (CVN-71)에서 코로나바이러스감염증-19이 발발하기 전까지 지휘관으로 역임했다.

## 같이 보기
- 리원량